# Sabatia arkansana
Sabatia arkansana är en gentianaväxtart som beskrevs av J.S.Pringle och Witsell. Sabatia arkansana ingår i släktet Sabatia och familjen gentianaväxter. Inga underarter finns listade i Catalogue of Life.